# إليشا أوتيس
إليشا أوتيس (بالإنجليزية: Elisha Otis)‏ هو مخترِع وتكنولوجي أمريكي، ولد في 3 أغسطس 1811 في هاليفاكس في الولايات المتحدة، وتوفي في 8 أبريل 1861 في نيويورك في الولايات المتحدة بسبب ذات الرئة.

## وصلات خارجية
- إليشا أوتيس على موقع الموسوعة البريطانية (الإنجليزية)
- إليشا أوتيس على موقع الموسوعة البريطانية (الإنجليزية)
- إليشا أوتيس على موقع إن إن دي بي (الإنجليزية)